# モハンマド・タギー・メスバーフ・ヤズディー

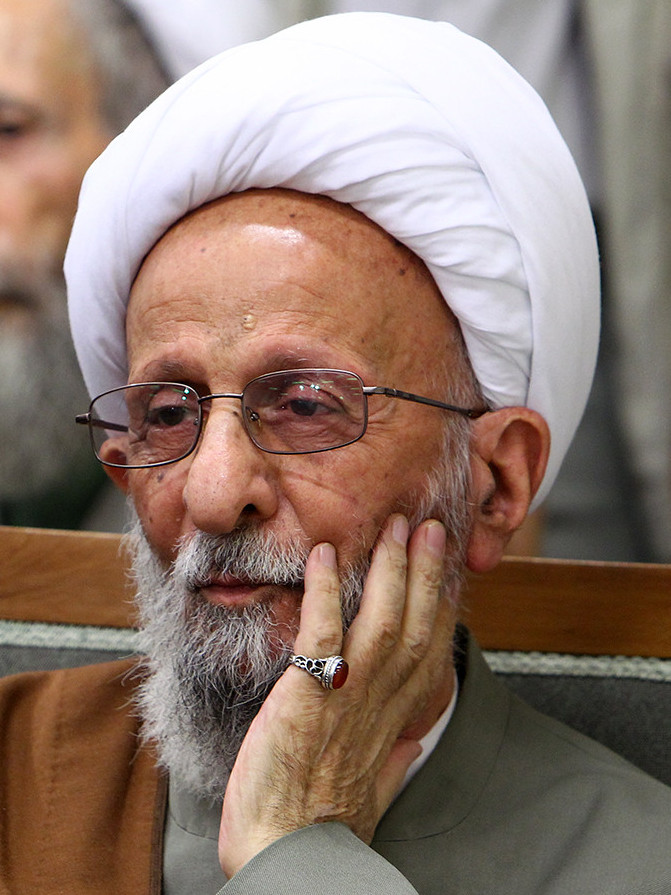
モハンマド・タギー・メスバーフ・ヤズディー

モハンマド・タギー・メスバーフ・ヤズディー（ペルシア語: محمدتقی مصباح یزدی、Mohammad-Taqi Mesbah-Yazdi、1934年1月31日 - 2021年1月1日）は、イランのシーア派12イマーム派のウラマーで政治家。アーヤトッラー。
日本ではモハンマドタキ・ヤズディとも表記。

## 人物
ヤズド出身。マフムード・アフマディーネジャード大統領の宗教面での助言者とされ、最高指導者を選任する専門家会議の構成員の1人である。メスバーフ・ヤズディーは西側世界からの完全な孤立を支持しており、またクルアーンについては厳格な解釈をとり、これ以外は背教的なものとしている。1979年のイラン・イスラーム革命の価値観への復帰を提唱し、改革派の活動に対しての反対者として著名。核兵器使用のイスラーム法的合法性については言明していない。メスバーフ・ヤズディーは殉教的な活動のあり方を承認して次のようにいう。

イスラームとウンマ（イスラーム共同体）の保持が殉教的活動にかかっているならば、それは容認されるのみならず、義務でさえある。これは多くのシーア派大学者、マルジャエ・タクリード、たとえばアーヤトッラー・サフィー・ゴルパーイェガーニー、アーヤトッラー・ファーゼル・ランキャラーニーが、そのファトワーで明確にしていることである。

## 教育
モハンマド・タギー・メスバーフ・ヤズディーは初等・中等教育をヤズドで受けたのち、ゴムに移って、フィクフ（イスラーム法学）に関する教育をつづけて受け1960年に卒業した。ゴムでの師では、アーヤトッラー・ホメイニー、アーヤトッラー・モハンマド・タギー・バフジャト・フーマーニーが有名で、影響力をもつクルアーンの解釈書「タフスィール・アル＝ミザーン」の著者であるモハンマドホセイン・タバータバーイーにも教えを受けている。イスラーム革命以前にメスバーフ・ヤズディーは「復讐」と題する雑誌の編集長となっている。

## 政治的立場
モハンマド・タギー・メスバーフ・ヤズディーは強硬原理主義派の精神的指導者である。改革派のモハンマド・ハータミーが大統領に当選した1997年以降、メスバーフ・ヤズディーらの一団は改革に対し、率直かつ時に激烈な批判をおこなった。2003年に改革派が退潮に入ると、地方選挙および議会選挙で勢力を拡大。2005年の大統領選挙ではマフムード・アフマディーネジャードの出馬を支持した。その後、専門家会議選挙への準備を支持者らに話すなかで「たとえ我らが大統領職を獲得したからといっても、本当の権力は別のところにある」と述べている。これは大方から最高指導者職就任への布石と捉えられた。しかしながら、同選挙でメスバーフ・ヤズディーの党派は敗北、専門家会議は、現実主義よりの保守派の手の内に残ることになった。

## 経歴
アーヤトッラー・メスバーフ・ヤズディーはハッガーニー閥（イランにおける有力シーア派学派）の評議員で、イスラーム法学、クルアーン解釈学、神学、イスラームに関わる諸問題についてなど多くの著書を持つ。また、ゴムのエマーム・ホメイニー教育研究所評議員、専門家会議議員。時に、テヘランの金曜礼拝においてフトバ前の説教を担当することがある。
1997年6月に当選したモハンマド・ハータミー前政権下で、メスバーフ・ヤズディーの学生らは政権への批判勢力として重要な役割を果たした。その結果メスバーフ・ヤズディーの名はたびたびメディアに登場して知名度を増した。2005年の大統領選挙ではマフムード・アフマディーネジャードを支持するファトワーを発し、その後もたびたび大統領と会見を持っている。2006年12月には、高位ウラマーがアリー・ハーメネイー後の次期最高指導者候補を選任する専門家会議に当選している。

## 見解
アーヤトッラー・メスバーフ・ヤズディーは「イスラーム共和制」から「イスラーム体制」への転換を求める。1979年のイラン・イスラーム革命の理念への復帰を主張し、イランにおけるイスラーム原理主義の指導的理論家であり、ハータミー前大統領はメスバーフ・ヤズディーを「暴力の理論家」と評したことがある。改革運動には反対の立場であり、「イスラーム政府は闘わなければならない。すなわち人を欺く思想の注入はエイズ・ウィルスを注入するようなものだからである！」と述べ、また留学後に体制に疑義を呈するイランの若者は、外国の大学による「心理戦」に影響されてしまっただけだとも言う。
多元主義にも反対の立場であり、イラン・イスラーム共和国冒涜法に基づきハーシェム・アーガージャリーを「イスラーム冒涜」の罪による処刑を要求している。メスバーフ・ヤズディーは「イスラームの清浄を辱める者があるならば、イスラームはその血が流されることを許容しており、これについて法廷は不要である」と考えている。
またイスラームの名による奴隷制と攻撃は正当化されるとの立場であり、イスラエルに対する自爆攻撃も支持する。2006年2月15日にはメスバーフ・ヤズディーの有名な弟子モフセン・ゴルーリヤーンが核兵器の使用も宗教的合法性を持ちうるとの発言をした。核兵器については2005年、最高指導者アリー・ハーメネイーが核兵器の製造・備蓄を禁止するファトワーを発している。
メスバーフ・ヤズディーは原理の固持を好み、次のように言う。

イスラームの新しい解釈があるという者あれば、その者の口に靴下をはかせよ。

しかしながらメスバーフ・ヤズディーはマルジャではなく、またゴムのウラマーらの多数から支持を受けているわけではない。

## あだ名
「ワニ教授」というあだ名をもつ。これはワニの姿をした研究者が尾でジャーナリストを絞め殺している漫画に由来する。漫画はニーカーハング・コウサルの手になるもので、ウラマーによる表現の自由への抑圧を風刺したものである。ペルシア語でワニはテムサーフ（تمساح）でメスバーフと韻を等しくする。作者はこの表現により逮捕収監された
。

## ホッジャティエとの関係をめぐる噂
インターネット上で広がる噂に、アーヤトッラー・メスバーフ・ヤズディーがホッジャティエ集団の最高位人物であるというものがある。メスバーフ・ヤズディーはこの噂を非難し、自分とホッジャティエの関係を持ち出す者がいるなら、その者が支持する全てを非難する、と言っている。ホッジャティエは、アーヤトッラー・ホメイニーが不快感を示し、名目上1983年に解散されたものの、ひそかに集団を維持強化し続けたと言われる。

## 語録
- 「真正にして貴重な知識は、神への畏れに達することのできるもの」
- 「我らの魂を犠牲にする以外に偽善の顔を取り去る方法がないなら、我らはそうすべきだ」（ペルシア語）
- 「試練の概念は、神のお命じになるところ」（ペルシア語）
- 「我らは知らねばならぬ。1400年前のクルアーンがいっていることを。すなわち、イスラームの敵は平和を求め続ける叫びにあっても、常に戦いを挑んでくると」[5]"
- 「イスラームの清浄を辱める者があるならば、イスラームはその血が流されることを許容しており、これについて法廷は不要である」[11]